# Alejandro Scopelli
Alejandro Scopelli Casanova (La Plata, Buenos Aires, Argentina; 12 de mayo de 1908-Ciudad de México, México; 18 de octubre de 1987) fue un futbolista y entrenador argentino naturalizado italiano. Comenzó su carrera profesional jugando para Estudiantes de La Plata y se desempeñó en diversos clubes del fútbol europeo. También integró el seleccionado argentino en el primer Campeonato Mundial de Fútbol, en Uruguay 1930.

## Trayectoria

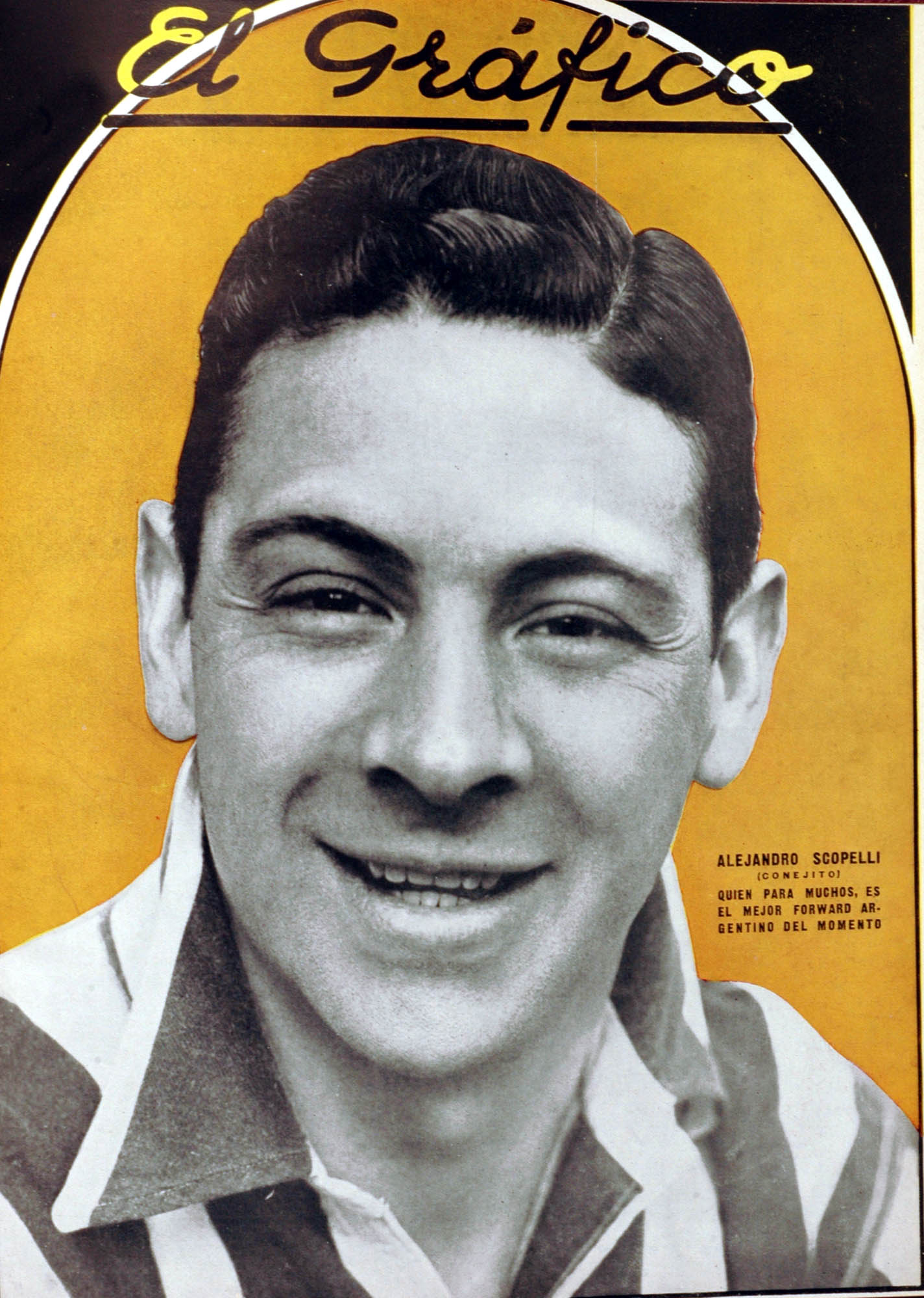
Scopelli, en la portada de la revista El Gráfico, en 1931.

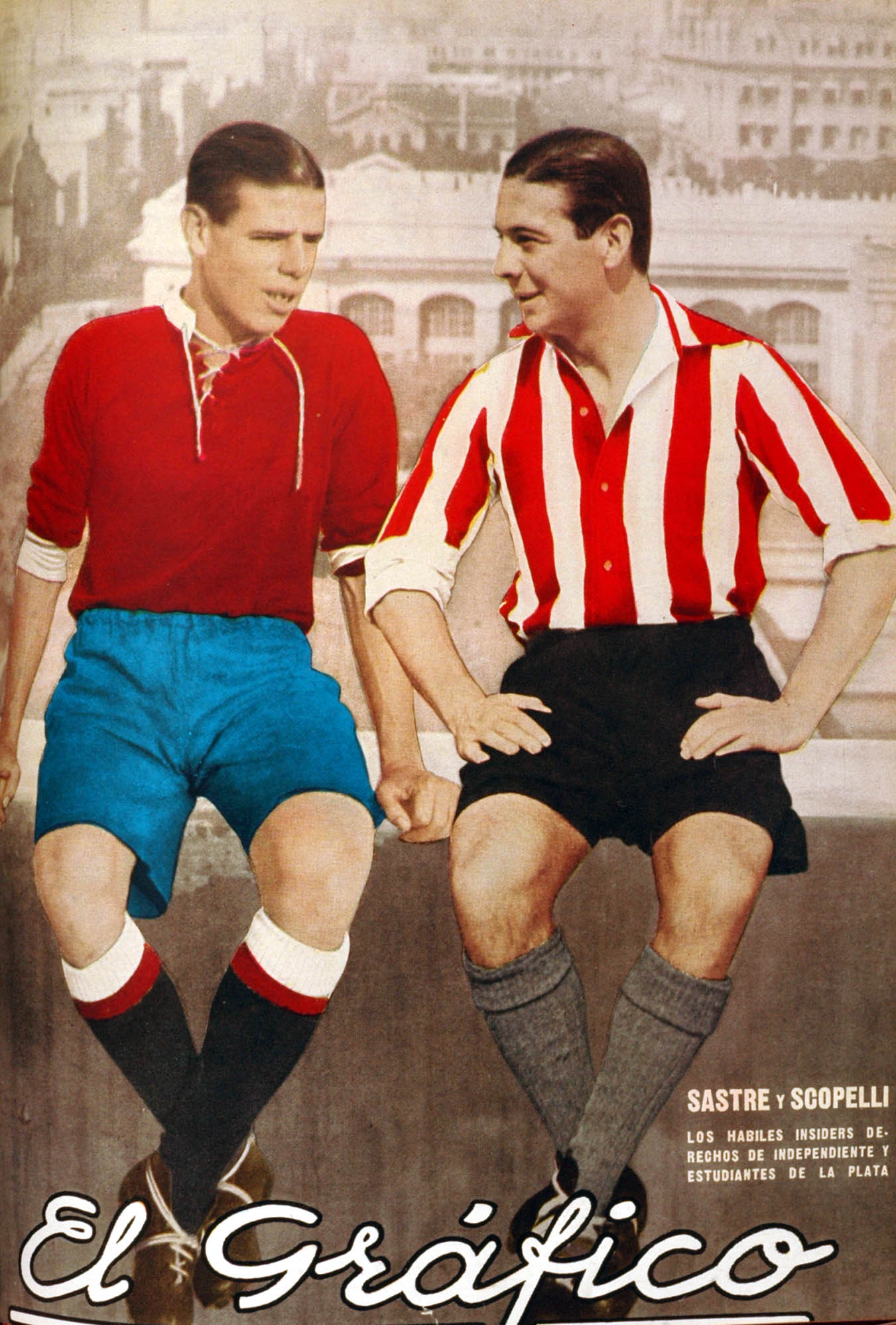
Junto a Antonio Sastre, figura de Independiente, en 1933.

Apodado El Conejo, se desempeñó como delantero del Club Estudiantes de La Plata, integrando la famosa línea de ataque de Los Profesores junto a Miguel Ángel Lauri, Alberto Zozaya, Manuel Ferreira y Enrique Guaita. Debutó en 1926 y jugó en el club platense hasta 1933, consagrándose subcampeón en el último torneo amateur de Primera División, en 1930, y 3.º en el Campeonato de 1931, donde Estudiantes, pese a no coronarse, convirtió 104 goles y fue el equipo más efectivo del certamen.
Scopelli fue uno de los primeros futbolistas argentinos en jugar en Europa, en clubes de Francia, Italia y Portugal, gracias a su fructífera carrera previa en Estudiantes, donde convirtió 135 goles a lo largo de ocho temporadas, ubicándose como el cuarto artillero histórico de ese club en torneos de liga de AFA, entre la era amateur y la profesional. En el fútbol argentino, también se desempeñó en Racing Club, en las temporadas 1936 y 1937.
Como entrenador condujo al Club América de México, donde obtuvo el bicampeonato en la Copa México en 1964 y 1965. Dirigió la mayor parte de la campaña 1965-66, pero por motivos de salud debió salir prematuramente del equipo, por lo que ya no entrenaba al equipo cuando logró el título de liga de esa temporada. Tuvo, además, un destacado paso por el RCD Español de Barcelona, donde se lo recuerda como el «entrenador del oxígeno» por haber utilizado una técnica de entrenamiento, antes del comienzo de los partidos y durante los entretiempos, para «oxigenar a sus jugadores y así elevar su rendimiento», según relata en su libro ¡Hola, Míster!: El fútbol por dentro.
Como resultado de este método, el equipo tuvo una excepcional racha de once partidos sin perder durante su primera temporada en el club, en 1952, una de las mejores de la institución en la Liga española, serie que finalizó ante el FC Barcelona en el clásico de la ciudad. Dirigió al equipo durante cuatro temporadas, hasta la temporada 1955-56, y en dos de ellas obtuvo el 4.º puesto.
También se desempeñó como director técnico de la Selección de Chile, entre 1966 y 1967, y en distintos combinados de fútbol juvenil durante la década de 1970. Además, fue auxiliar de Diego Mercado con México en la Copa Concacaf 1969.

## Selección nacional
Formó parte del Selección de fútbol de Argentina en ocho partidos, marcando cuatro goles, entre 1929 y 1937; integró el plantel que obtuvo el subcampeonato en el Mundial de 1930, donde convirtió un gol, y el Campeonato Sudamericano 1937, en donde fue campeón. Además disputó un encuentro para la Selección italiana, cuando obtuvo la ciudadanía de ese país jugando en AS Roma, siendo uno de los doce futbolistas en haberse desempeñado en ambos combinados nacionales.

### Participaciones en Copas del Mundo
| Mundial              | Sede    | Resultado  | Partidos | Goles |
| -------------------- | ------- | ---------- | -------- | ----- |
| Copa Mundial de 1930 | Uruguay | Subcampeón | 1        | 1     |

## Clubes

### Como jugador
| Club                    | País      | Año         |
| ----------------------- | --------- | ----------- |
| Estudiantes de La Plata | Argentina | 1926-1933   |
| A. S. Roma              | Italia    | 1933 - 1935 |
| Racing Club             | Argentina | 1936-1937   |
| Red Star                | Francia   | 1938        |
| S. L. Benfica           | Portugal  | 1939        |
| Belenenses              | Portugal  | 1939-1940   |
| Bella Vista             | Uruguay   | 1940        |
| Unión                   | Argentina | 1941        |
| Universidad de Chile    | Chile     | 1942-1945   |

### Como entrenador
| Club                         | País      | Año       | PJ  | PG | PE | PP |
| ---------------------------- | --------- | --------- | --- | -- | -- | -- |
| Belenenses                   | Portugal  | 1939-1941 | 47  | 29 | 6  | 12 |
| Unión de Santa Fe            | Argentina | 1941      | ?   | ?  | ?  | ?  |
| Universidad de Chile         | Chile     | 1941-1945 | 87  | 30 | 23 | 34 |
| Belenenses                   | Portugal  | 1947-1948 | 31  | 20 | 5  | 6  |
| FC Porto                     | Portugal  | 1948-1949 | 26  | 16 | 1  | 9  |
| Deportivo de La Coruña       | España    | 1949-1950 | 28  | 12 | 9  | 7  |
| Universidad de Chile         | Chile     | 1950-1952 | 52  | 17 | 15 | 20 |
| RCD Español                  | España    | 1952-1955 | 109 | 50 | 21 | 38 |
| Sporting CP                  | Portugal  | 1955-1956 | 28  | 16 | 6  | 6  |
| Celta de Vigo                | España    | 1956-1957 | 34  | 9  | 9  | 16 |
| Granada CF                   | España    | 1957-1959 | 74  | 30 | 7  | 37 |
| Palestino                    | Chile     | 1960      | 26  | 11 | 7  | 8  |
| Valencia CF                  | España    | 1961-1963 | 96  | 46 | 18 | 32 |
| América                      | México    | 1963-1965 | 63  | 24 | 28 | 11 |
| Palestino                    | Chile     | 1966      | 34  | 14 | 10 | 10 |
| Universidad de Chile         | Chile     | 1967      | 34  | 25 | 6  | 3  |
| Selección de fútbol de Chile | Chile     | 1966-1967 | 12  | 5  | 3  | 4  |
| América                      | México    | 1970      | 14  | 6  | 2  | 6  |
| Palestino                    | Chile     | 1971      | 26  | 13 | 10 | 3  |
| Belenenses                   | Portugal  | 1972-1974 | 62  | 31 | 18 | 13 |
| América                      | México    | 1978-1979 | 44  | 17 | 9  | 18 |

## Palmarés

### Como jugador
| Título       | Club                | País      | Año  |
| ------------ | ------------------- | --------- | ---- |
| Copa América | Selección Argentina | Argentina | 1937 |

### Como entrenador
| Título           | Club                 | País   | Año     |
| ---------------- | -------------------- | ------ | ------- |
| Copa de Ferias   | Valencia CF          | Europa | 1961-62 |
| Copa de Ferias   | Valencia CF          | Europa | 1962-63 |
| Copa México      | América              | México | 1963-64 |
| Copa México      | América              | México | 1964-65 |
| Primera División | Universidad de Chile | Chile  | 1967    |

### Distinciones individuales
| Distinción                                                                              | Año  |
| --------------------------------------------------------------------------------------- | ---- |
| Incluido dentro de las 50 mejores figuras históricas de Universidad de Chile por AS.com | 2016 |